# محمد خامنئي
السيد محمد حسيني خامنئي (بالفارسية: سید محمد حسینی خامنه‌) (من مواليد 25 ديسمبر 1935 في مشهد) المعروف باسم محمد خامنئي هو الأخ الأكبر لعلي خامنئي، وأحد واضعي دستور جمهورية إيران الإسلامية. وهو فقيه ومحاضر في إحدى الجامعات الإيرانية، وهو -حاليًا- رئيس مؤسسة صدرا للحكمة الإسلامية، ومحاضر في جامعة العلامة الطبطبائي في كلية العلاقات الدولية وجامعة الزهراء ويعمل محاميًّا، وكان رئيس مؤسسة علم إيران حتى عام 2022.
حل كذلك ممثلًا لمدينة مشهد في الدورة الأولى لمجلس الخبراء الدستوريين . كما كان حاضراً ممثلًا عن مدينة مشهد في الدورتين الأولى والثانية من المجلس الإسلامي.

## السيرة الذاتية
وُلد محمد خامنئي في 25 ديسمبر 1935 في مشهد لأسرة دينية. هو الابن الأكبر للشيخ جواد خامنئي وخديجة ميردامادي، والأخ الأكبر للمرشد الأعلى الحالي علي خامنئي. تلقى العلوم الدينية واللغة العربية على يد والده في سن مبكرة، وبدأ في سن الثانية عشرة دراسة التجويد وتفسير القرآن في مدرسة نواب الحوزوية في مشهد، حيث درس على يد علماء منهم آية الله محمد هادي الميلاني وآية الله هاشم قزويني وآية الله ميرزا جواد الطهراني. في عام 1955، انتقل إلى حوزة قم، حيث درس الفلسفة على يد آية الله محمد حسين الطباطبائي، ودرس مواد أخرى على يد آية الله روح الله الخميني وآية الله حسين البروجردي. تخرج عام 1964 من كلية الحقوق والعلوم السياسية بجامعة طهران بتخصص العدالة الجنائية.

## النشاط السياسي

### قبل الثورة الإسلامية
بدأ محمد خامنئي نشاطه السياسي بين عامي 1951 و1953 بدعمه لتأميم صناعة النفط الإيرانية. أيّد آية الله أبو القاسم الكاشاني وغيره من رجال الدين الداعمين للتأميم، وكان يعبّر عن آرائه خلال دراسته في مدرسة نواب، ويشارك في المسيرات والمحاضرات.
مع بروز روح الله الخميني، دعمه محمد خامنئي، وكان يوزع أشرطته في قم وطهران ومشهد. ورغم انخراطه في المناخ السياسي خلال السبعينيات، لم تتوفر لدى جهاز السافاك ملفات عنه، بخلاف إخوته. لاحقًا، شارك في تشكيل مجموعة سرية مكونة من 11 عضوًا تهدف إلى مقاومة نظام بهلوي. ومن أعضائها علي خامنئي، علي مشكيني، أحمد آذري قمي، أكبر هاشمي رفسنجاني، محمد تقي مصباح يزدي، حسين علي منتظري، عبد الرحيم شيرازي، مهدي حائري تهراني، علي قدوسي، وإبراهيم أميني. كتب محمد خامنئي ميثاق هذه المجموعة بالعربية كإجراء أمني، ولكن تم اختراقها لاحقًا من قبل السافاك واعتُقل بعض أعضائها.

### بعد الثورة الإسلامية
شارك محمد خامنئي في صياغة دستور الجمهورية الإسلامية الإيرانية كعضو في مجلس خبراء الدستور، ومثّل محافظة خراسان الرضوية في دورته الأولى. وكان من بين الـ53 عضوًا الذين صوتوا لصالح إدراج مبدأ ولاية الفقيه في الدستور. كما شارك في صياغة اتفاق الجزائر بين إيران والولايات المتحدة للإفراج عن الرهائن الأمريكيين.
خلال عضويته الأولى في مجلس الشورى الإسلامي، ترأس لجنة القضاء. وكان من أوائل المعارضين للرئيس آنذاك أبو الحسن بني صدر. وفي دورته الثانية، كان أحد ثمانية نواب اعترضوا على قضية إيران - كونترا، وشكك في أداء وزير الخارجية آنذاك علي أكبر ولايتي.

## محاولة الاغتيال
في 10 يناير 1982، تعرض محمد خامنئي لمحاولة اغتيال بإطلاق نار أثناء خروجه من مبنى البرلمان. أُصيب في ظهره، ونُقل إلى المستشفى لتلقي العلاج، في حين لقي اثنان من حراسه الشخصيين مصرعهم في الحادث.

## الأنشطة العلمية والدينية
استقال محمد خامنئي من العمل السياسي بعد انتهاء ولايته الثانية في مجلس الشورى، وتفرغ للبحث في الفلسفة الإسلامية والعلوم الإسلامية. أسس في عام 2000 مؤسسة الحكمة الإسلامية صدرا، التي تضم أقسامًا بحثية متعددة. كما عمل في التدريس والبحث العلمي في جامعة علامه طباطبائي، ومدرسة العلاقات الدولية، وجامعة الزهراء، والجامعة الإسلامية الحرة.
قام بتأليف وترجمة العديد من الكتب منها:
- أسرار الأرض في القرآن (ترجمة من الإنجليزية)
- التأمين في الشريعة الإسلامية (ترجمة من العربية)
- الدين وعلم الكلام (تأليف)
- العلوم القضائية (تأليف)
- الروح والنفس (تأليف)
- الفلسفة المتعالية لملا صدرا (تأليف)
- فلسفة المرأة (تأليف)
- الإمام علي والسلام العالمي (تأليف)
- حياة وشخصية وفلسفة ملا صدرا (تأليف)
- خصائص الرؤية الإسلامية للعالم (ترجمة من العربية)
- مسار الحكمة في إيران والعالم (تأليف)

## كورش الكبير وإيران القديمة
أجرى محمد خامنئي بحوثًا في تاريخ وفلسفة إيران القديمة (ما قبل الإسلام)، ونشر كتابًا بعنوان "مسار الحكمة في إيران والعالم". ويشغل حاليًا منصب رئيس مؤسسة إيران شناسي. وفي مناسبة نظمتها مؤسسة صدرا، قال:

في إيران القديمة، سواء في الحكومات الآرية أو المحلية كالعيلاميين وسكان بحر قزوين أو حضارات المانوية ومناطق كاشان وكرمان، نجد مؤسسي ثقافات غنية ومنتجي علم وفن. وغالبًا ما كانوا دعاة للتوحيد والأخلاق. على سبيل المثال، كان كورش الكبير وابنه بنوع من الجهاد الثقافي العسكري، ينشران التوحيد في بلاد الرافدين، وسومر، ومصر، وأثينا، وكان كهنة تلك العصور من أعظم العلماء والفلاسفة.